# Otto Diem
Otto Diem (* 30. Januar 1875 in Schwellbrunn; † 4. Juli 1950 in Luzern; heimatberechtigt in Herisau) war ein Schweizer Psychiater und Neurologe. Er gilt als Erstbeschreiber der Schizophrenia simplex.

## Leben
Otto Diem wurde geboren als Sohn des Strick- und Webfabrikanten Konrad Diem. Im Alter von viereinhalb Jahren erkrankte er an Kinderlähmung, Folge war eine dauerhafte Schädigung eines Beines. Er besuchte von 1887 bis 1894 das Gymnasium in St. Gallen, studierte Medizin an den Universitäten Genf, Basel, Zürich, Bern und Berlin und absolvierte 1899 das Staatsexamen. Von 1900 bis 1902 arbeitete er als I. Assistenzarzt unter Eugen Bleuler an der Psychiatrischen Klinik Burghölzli in Zürich. 1903 wurde Diem bei Bleuler mit einer Arbeit über „[d]ie einfach demente Form der Dementia praecox“ promoviert.
Diem liess sich 1902 als Allgemeinmediziner mit neurologischer Spezialtätigkeit in Herisau nieder. Von 1909 bis 1918 gehörte er dem Gemeinderat von Herisau an, ab 1913 als Vizehauptmann. Er war auch als Schularzt tätig, begründete Ferienkolonien, führte Stillprämien ein, gründete ein alkoholfreies Restaurant und eine öffentliche Krankenkasse. Von 1915 bis 1918 war er Verwaltungsrat der Appenzeller Bahn. Ausserdem war Diem Präsident der Appenzellischen Ärztegesellschaft und der Casino-Gesellschaft Herisau.
1919 wurde Diem Experte für Psychiatrie und Neurologie bei der Zentralverwaltung der Schweizerischen Unfallversicherungsanstalt (SUVA) in Luzern. Er war Mitglied des Kuratoriums der Stiftung für Suchende und des Stiftungsrats der Stiftung für Gemeindestuben. Ausserdem war er Mitglied und von 1923 bis 1938 Präsident der Ortsgruppe Luzern der Neuen Helvetischen Gesellschaft; für eine Amtszeit gehörte er auch deren Zentralvorstand an. In Luzern war er auch an der Einführung von Jungbürgerkursen beteiligt. 1937 liess sich Diem pensionieren. Er starb an den Folgen eines Magenkarzinoms. Er gehörte der Schweizerischen Gesellschaft für Psychiatrie (ab 1912) und der Schweizerischen Neurologischen Gesellschaft an.
Otto Diem war verheiratet und hatte drei Kinder. Sein Sohn Paul Diem wurde Elektroingenieur und Bahndirektor.

## Wirken

### Nosologie der Dementia praecox
In seiner Dissertation (1903) schlug Diem vor, den drei von Emil Kraepelin definierten Typen der Dementia praecox – Hebephrenie, Katatonie, Dementia paranoides – einen vierten hinzuzufügen. Dieser Typus habe denselben Endzustand wie die drei anderen, dieselbe „Störung von Intelligenz und Gemüt“, verlaufe aber schleichend und ohne manische, depressive, halluzinatorische und wahnhafte Symptome. Diem schlug als Bezeichnung „einfach demente[.] Form der Dementia praecox“ oder „eigentliche Dementia simplex“ vor. Bleuler übernahm Diems Störungsbild in seinem Grundlagenwerk Dementia praecox oder Gruppe der Schizophrenien (1911) als Schizophrenia simplex. Es ist noch heute in der ICD-10 definiert, nicht aber im DSM-IV.

### Eugenische Studien
In der statistischen Studie „Die psycho-neurotische erbliche Belastung der Geistesgesunden und der Geisteskranken“ (1905) kam Diem zum Schluss, dass auch „Geistiggesunde“ oft eine starke „erbliche Belastung“ aufwiesen. Im Gegensatz zum in der Eugenik verbreiteten Degenerationsdiskurs betonte er die regenerativen Effekte von Vererbungseinflüssen:

„Aber auch jetzt schon, nach den vorliegenden Resultaten meiner bisherigen Forschung, darf noch ein anderer Ausblick getan werden: […] die Vererbung des Pathologischen ist kein unabwendbares Verhängnis, das in der einmal heimgesuchten Familie fort und fort seine Opfer fordert oder zur Verschlechterung des Stammes oder gar zu seinem Aussterben führen muss. Es ist ein Ausgleich möglich […]“

Er bestätigte damit eine analoge Studie von Jenny Thomann-Koller aus dem Jahr 1895. Ernst Rüdins „empirische Erbprognostik“ (ab 1911) stützte sich zum Teil auf die Studien Kollers und Diems und entwickelte die statistischen Verfahren auf der Grundlage der Mendelschen Erbgesetze weiter, allerdings unter der Annahme einer zwangsläufigen Degeneration, falls nicht durch Eheverbote, administrative Versorgung, Abtreibung, Sterilisation und ggf. Krankentötung gegengesteuert werde.
Otto Diem aber schloss seine Arbeit mit der Aufforderung ab:

„Der Kampf gegen Sorge, Kummer, Hunger und Entbehrungen aller Art ist nicht [erst] von heute, aber unsere Arbeit ermutigt uns, ihm auch vom Standpunkte der Prophylaxe gegen geistige Erkrankung eine intensive und allseitige Förderung angedeihen zu lassen. […]“

### Abstinenzbewegung
Seit frühester Jugend ein „unerbittlicher Abstinent“, war Diem seit seiner Zeit am Gymnasium in der Abstinenzbewegung aktiv. An der Universität Zürich schloss er sich dem Schweizerischen Akademischen Abstinentenverein Libertas an. Die Alkoholsucht sah er, beeinflusst von Bunge und Forel, als ein soziales Problem. Er beteiligte sich, zusammen mit seiner Frau, an der Gründung und Leitung alkoholfreier Gaststätten in Luzern und war ein „Promotor der Süssmostaktion“. Diem war Mitglied des Stiftungsrats des „Schweizerischen Verbandes alkoholfreier Gemeindestuben und Gemeindehäuser“.

## Schriften
- Die einfach demente Form der Dementia praecox (Dementia simplex). Ein klinischer Beitrag zur Kenntniss der Verblödungspsychosen. In: Archiv für Psychiatrie und Nervenkrankheiten. Bd. 37 (1903), H. 1, S. 111–187, doi:10.1007/bf02227700 (Dissertation).
- Die psycho-neurotische erbliche Belastung der Geistesgesunden und der Geisteskranken. Eine statistisch-kritische Untersuchung auf Grund eigener Beobachtungen. In: Archiv für Rassen- und Gesellschafts-Biologie. Bd. 2 (1905), H. 2, S. 216–252 (Digitalisat), und H. 3, S. 336–368 (Digitalisat).
- Betrachtungen aus dem Gebiete der Unfallmedizin an Hand eines Falles von Epilepsie. In: Zeitschrift für die gesamte Neurologie und Psychiatrie. Bd. 82 (1923), H. 1, S. 53–59, doi:10.1007/BF02970874.
- Zur Katamnese nach Kopfverletzungen. In: Schweizer Archiv für Neurologie und Psychiatrie. Bd. 32, 1933, S. 18–26.
- Die Gefahren des Versicherungswesens. In: Neue Helvetische Gesellschaft: Die Schweiz. Ein nationales Jahrbuch. 1935 (9 S.).